# Joves Junts
Joves Junts és una entitat juvenil fundada el 25 de febrer del 2021. El seu objectiu és articular una plataforma jove que aglutinés totes les sensibilitats polítiques i ideològiques de l'espectre del seu partit de referència, Junts per Catalunya. La primera Direcció Nacional de l'organització fou elegida en la primera reunió i incloïa Anthony Corey Sànchez Alberto com a president de l'entitat; Mariona Rull (neboda de Josep Rull), com a vicepresidenta i Rubén Sàez com a secretari general. El mateix febrer del 2021 renunciaren en bloc la majoria de membres de l'entitat, incloent-hi Mariona Rull, que decidí abandonar-la perquè no volia formar part d'un projecte utilitzat com a «ens per créixer i fer mal a la JNC». El novembre d'aquell mateix any, Anthony Corey Sànchez Alberto fou suspès de militància per Acció per la República per «normalitzar l'extrema dreta» en una reunió amb Sílvia Orriols, promotora d'Aliança Catalana.